# 碲化铬
碲化铬是一种无机化合物，化学式为Cr2Te3。它可由碲和铬通过PVD法生长得到，其纳米晶体可由六羰基铬的油胺溶液和碲的三辛基膦溶液在315 °C反应制得，或由硼氢化钠在三辛胺中还原碲，再与三氯化铬六水合物在油胺中反应得到。